# Athrostictus
Athrostictus is een geslacht van kevers uit de familie van de loopkevers (Carabidae). De wetenschappelijke naam van het geslacht is voor het eerst geldig gepubliceerd in 1878 door Bates.

## Soorten
Het geslacht Athrostictus omvat de volgende soorten:
- Athrostictus chlaenioides Dejean, 1829
- Athrostictus cricumfusus Putzeys, 1878
- Athrostictus gilvipes Emden, 1935
- Athrostictus iridescens Chaudoir, 1843
- Athrostictus luctuosus Reiche, 1843
- Athrostictus luridius Reiche, 1843
- Athrostictus magus Boheman, 1858
- Athrostictus nobilis Brulle, 1838
- Athrostictus opalescens Bates, 1878
- Athrostictus paganus Dejean, 1831
- Athrostictus puberulus Dejean, 1829
- Athrostictus pubipennis Boheman, 1858
- Athrostictus rufilabris Dejean, 1829
- Athrostictus sericatus Bates, 1878
- Athrostictus sulcatulus Dejean, 1829
- Athrostictus velutinus Putzeys, 1878
- Athrostictus vicinus Groy, 1833